# Tino Chrupalla
Tino Chrupalla (Weißwasser/Oberlausitz, 14 aprile 1975) è un politico tedesco, leader del partito AfD (Alternativa per la Germania) dal 2019.

## Biografia
Figlio di un mastro imbianchino, è cresciuto a Krauschwitz, in Sassonia. Dopo il diploma di istituto tecnico nel 1991, Chrupalla ha completato la formazione professionale come decoratore e verniciatore fino al 1994. Poi ha svolto il servizio comunitario a Weißwasser. Dal 2000 al 2003 ha frequentato la scuola di perfezionamento a Görlitz e Dresda. Nel 2003 ha superato l'esame per diventare mastro decoratore e verniciatore presso la Camera dei mestieri di Dresda e ha fondato la propria impresa nel settore della tinteggiatura e verniciatura.
È stato membro della Junge Union dal 1990 al 1992 e, secondo il suo racconto, è stato elettore dell'Unione Cristiano-Democratica di Germania per molto tempo in seguito. A causa della sua insoddisfazione per la crisi dell'euro e dei rifugiati e della crescente burocrazia per i lavoratori autonomi, è entrato a far parte dell'AfD nel 2015, in precedenza aveva già partecipato alle manifestazioni. Nel marzo 2016 Chrupalla ha assunto la direzione del gruppo regionale AfD nel distretto di Weißwasser.
Nell'aprile 2016 è stato eletto nel consiglio distrettuale AfD di Görlitz e membro dell'AfD SME Forum in Sassonia. Nel febbraio 2017 Chrupalla ha assunto la presidenza dell'associazione distrettuale di Görlitz del suo partito. Viene eletto presidente del partito nel novembre 2019 al posto del deputato Alexander Gauland. Il 1º marzo 2020 è stato ferito leggermente quando estranei hanno appiccato il fuoco alla sua auto nella sua città natale di Gablenz. Da settembre 2021 è capogruppo di AfD al Bundestag insieme ad Alice Weidel.

## Vita privata
Chrupalla è sposato e ha tre figli.